# Тоні Адамс
Тоні Адамс (англ. Tony Adams; нар. 10 жовтня 1966, Ромфорд) — англійський футболіст, захисник. По завершенні ігрової кар'єри — тренер.
Як гравець відомий виступами за лондонський «Арсенал», у якому провів усю кар'єру, а також національну збірну Англії.

## Клубна кар'єра
Вихованець футбольної школи клубу «Арсенал». Дорослу футбольну кар'єру розпочав 1984 року в основній команді цього ж клубу, кольори якого і захищав протягом усієї своєї кар'єри гравця, що тривала цілих дев'ятнадцять років. Більшість часу, проведеного у складі «канонірів», був основним гравцем захисту команди. За цей час рази виборов з командою низку титулів та трофеїв.

## Виступи за збірну
1987 року дебютував в офіційних матчах у складі національної збірної Англії. Протягом кар'єри в національній команді, яка тривала 14 років, провів у формі головної команди країни 66 матчів, забивши 5 голів.
У складі збірної був учасником чемпіонату Європи 1988 року у ФРН, чемпіонату Європи 1996 року в Англії, на якому команда здобула бронзові нагороди, чемпіонату світу 1998 року у Франції і чемпіонату Європи 2000 року у Бельгії та Нідерландах.

## Кар'єра тренера
Закінчив спортивний факультет Університету Брунеля.
Розпочав тренерську кар'єру невдовзі по завершенні кар'єри гравця, 2003 року, очоливши тренерський штаб клубу «Вікем Вондерерз».
Надалі спочатку входив до тренерського штабу, а згодом і очолював клуб «Портсмут».
Згодом місцем тренерської роботи був азербайджанський клуб «Габала», який Тоні Адамс очолював як головний тренер до 16 листопада 2011 року, після чого покинув клуб за сімейними обставинами.
10 квітня 2017 року був призначений головним тренером іспанської «Гранади» до кінця сезону 2016/17. Команда боролася за збереження місця в еліті іспанського футболу, однак під керівництвом англійця програла усі сім матчів, що залишалися, і понизилася у класі, посівши останню сходинку турнірної таблиці.

## Статистика виступів

### Статистика клубних виступів
| Сезон             | Команда           | Чемпіонат         | Чемпіонат | Чемпіонат | Національний кубок | Національний кубок | Національний кубок | Континентальні кубки | Континентальні кубки | Континентальні кубки | Інші кубки | Інші кубки | Інші кубки | Усього | Усього |
| Сезон             | Команда           | Ліга              | Ігор      | Голів     | Ліга               | Ігор               | Голів              | Ліга                 | Ігор                 | Голів                | Ліга       | Ігор       | Голів      | Ігор   | Голів  |
| ----------------- | ----------------- | ----------------- | --------- | --------- | ------------------ | ------------------ | ------------------ | -------------------- | -------------------- | -------------------- | ---------- | ---------- | ---------- | ------ | ------ |
| 1983–84           | «Арсенал»         | 1Д                | 3         | 0         | КА+КЛ              | 0                  | 0                  | -                    | -                    | -                    | -          | -          | -          | 3      | 0      |
| 1984–85           | «Арсенал»         | 1Д                | 16        | 0         | КА+КЛ              | 1+1                | 0                  | -                    | -                    | -                    | -          | -          | -          | 18     | 0      |
| 1985–86           | «Арсенал»         | 1Д                | 10        | 0         | КА+КЛ              | 0                  | 0                  | -                    | -                    | -                    | -          | -          | -          | 10     | 0      |
| 1986–87           | «Арсенал»         | 1Д                | 42        | 6         | КА+КЛ              | 4+9                | 0                  | -                    | -                    | -                    | -          | -          | -          | 55     | 6      |
| 1987–88           | «Арсенал»         | 1Д                | 39        | 2         | КА+КЛ              | 4+8                | 0                  | -                    | -                    | -                    | -          | -          | -          | 51     | 2      |
| 1988–89           | «Арсенал»         | 1Д                | 36        | 4         | КА+КЛ              | 2+5                | 0                  | -                    | -                    | -                    | -          | -          | -          | 43     | 4      |
| 1989–90           | «Арсенал»         | 1Д                | 38        | 5         | КА+КЛ              | 3+4                | 0                  | -                    | -                    | -                    | СА         | 1          | 0          | 46     | 5      |
| 1990–91           | «Арсенал»         | 1Д                | 30        | 1         | КА+КЛ              | 3+4                | 1+2                | -                    | -                    | -                    | -          | -          | -          | 37     | 4      |
| 1991–92           | «Арсенал»         | 1Д                | 35        | 2         | КА+КЛ              | 1+3                | 0                  | КЧ                   | 4                    | 0                    | СА         | 1          | 0          | 44     | 2      |
| 1992–93           | «Арсенал»         | ПЛ                | 35        | 0         | КА+КЛ              | 8+9                | 0                  | -                    | -                    | -                    | -          | -          | -          | 52     | 0      |
| 1993–94           | «Арсенал»         | ПЛ                | 35        | 0         | КА+КЛ              | 3+2                | 2+0                | КВК                  | 8                    | 2                    | СА         | 1          | 0          | 52     | 0      |
| 1994–95           | «Арсенал»         | ПЛ                | 27        | 3         | КА+КЛ              | 1+4                | 0+1                | КВК                  | 9                    | 0                    | СУ         | 0          | 0          | 41     | 4      |
| 1995–96           | «Арсенал»         | ПЛ                | 21        | 1         | КА+КЛ              | 2+5                | 0+2                | -                    | -                    | -                    | -          | -          | -          | 28     | 3      |
| 1996–97           | «Арсенал»         | ПЛ                | 28        | 3         | КА+КЛ              | 3+3                | 0                  | КУЄФА                | 1                    | 0                    | -          | -          | -          | 35     | 3      |
| 1997–98           | «Арсенал»         | ПЛ                | 26        | 3         | КА+КЛ              | 6+2                | 0                  | КУЄФА                | 2                    | 0                    | -          | -          | -          | 36     | 3      |
| 1998–99           | «Арсенал»         | ПЛ                | 26        | 1         | КА+КЛ              | 5+0                | 0                  | ЛЧ                   | 5                    | 1                    | СА         | 1          | 0          | 37     | 2      |
| 1999–00           | «Арсенал»         | ПЛ                | 21        | 0         | КА+КЛ              | 1+0                | 1                  | ЛЧ+КУЄФА             | 5+6                  | 0                    | СА         | 0          | 0          | 33     | 1      |
| 2000–01           | «Арсенал»         | ПЛ                | 26        | 1         | КА+КЛ              | 4+0                | 1                  | ЛЧ                   | 8                    | 0                    | -          | -          | -          | 38     | 2      |
| 2001–02           | «Арсенал»         | ПЛ                | 10        | 0         | КА+КЛ              | 3+0                | 1                  | ЛЧ                   | 0                    | 0                    | -          | -          | -          | 49     | 32     |
| Усього за кар'єру | Усього за кар'єру | Усього за кар'єру | 504       | 32        |                    | 113                | 13                 |                      | 48                   | 3                    |            | 4          | 0          | 669    | 48     |

## Титули і досягнення
- Чемпіон Англії (4):

«Арсенал»: 1988-89, 1990-91, 1997-98, 2001-02
- Володар Кубка Англії (3):

«Арсенал»: 1992-93, 1997-98, 2001-02
- Володар Кубка англійської ліги (2):

«Арсенал»: 1986-87, 1992-93
- Володар Суперкубка Англії (3):

«Арсенал»: 1991, 1998, 1999
- Володар Кубка Кубків УЄФА (1):

«Арсенал»: 1993-94